# Partiu do Alto
Partiu do Alto é o segundo álbum de estúdio da dupla de bossa-jazz Edson e Tita, lançado em 1990, pela gravadora Gospel Records.
O disco dá continuidade ao discurso religioso do projeto anterior, Novidade de Vida(1982). Após o lançamento, a dupla fez apresentações ao lado de músicos como Wanda Sá e João Alexandre. Entre ele e o disco sucessor, lançado treze anos depois, os integrantes foram morar no exterior.
Em 2018, foi considerado o 37º melhor álbum da década de 1990, de acordo com lista publicada pelo Super Gospel.

## Faixas
1. "Vamos voar"
2. "Ele disse"
3. "Eu quero ir pra lá"
4. "Baião da glória"
5. "Uma bênção"
6. "Somos um"
7. "Olhe pra cima"
8. "Nossos erros"
9. "Manhuaçú"
10. "Partiu do alto"